# ヤコバ・ファン・ヘームスケルク
ヤコバ・ファン・ヘームスケルク（Jacoba Berendina van Heemskerck van Beest、1876年4月1日 - 1923年8月2日）はオランダの画家である。

## 略歴
デン・ハーグで生まれた。多くの海軍の軍人を出した貴族、「van Heemskerck van Beest」家の生まれで、父親(Jacob Eduard van Heemskerck van Beest: 1828-1898)も海軍の軍人であったが、アマチュア画家として、海洋画を描いたことでも知られている。6人兄弟の末子であった。父親から絵を学んだ後、デン・ハーグの画家から個人教授を受け、1897年から1901年の間はデン・ハーグの美術アカデミーでFerdinand Hart Nibbrig(1866-1915)に学んだ。その後パリに移り、ウジェーヌ・カリエールの画塾で学んだ。1904年までパリで学んだ後、姉と暮らすためにデン・ハーグに移った。
デン・ハーグでは大臣を務めた父親から遺産を受け継いだ裕福な美術品収集家のマリー・タク・ファン・ポールトフリート(Marie Tak van Poortvliet: 1871-1936)と友人になった。1906年からはゼーラント州の保養地ドンブルフ(Domburg)のタク・ファン・ポールトフリートの邸で夏を過ごすようになり、1912年にはドンブルフの邸の庭にファン・ヘームスケルクのスタジオが作られた。風景画や静物画を描き、1910年からオランダの展覧会に出展するようになり、当初、ヤン・トーロップのスタイルの作品を描いていたが、1910年代になって「キュビスム」に興味を持った。ドイツの表現主義にも影響を受け、「デア・シュトゥルム画廊」の主宰者、ヘルヴァルト・ヴァルデンとも知り合うようになり、ヴァルデンがベルリンで、1913年に開いた展覧会、「Erster Deutscher Herbstsalon（最初のドイツ秋季展）」に作品を出展した。ヴァルデンが編集する雑誌で紹介されるなどしたことによって、ドイツで画家として知られるようになった。
ファン・ヘームスケルクとマリー・タク・ファン・ポールトフリートは神秘思想家、ルドルフ・シュタイナーの信奉者であり、マリー・タク・ファン・ポールトフリートはシュタイナーの著書のオランダ語訳を行い、アントロポゾフィー協会のオランダ支部の設立に尽力した。
1910年代の後半からステンドグラスの制作をはじめ、個人からの依頼などでステンドグラスを制作した。心臓を悪くし、1924年にドンブルフで亡くなった 。マリー・タク・ファン・ポールトフリートとヴァルデンはアムステルダムとベルリンでそれぞれ、回顧展を開いた。

## 作品

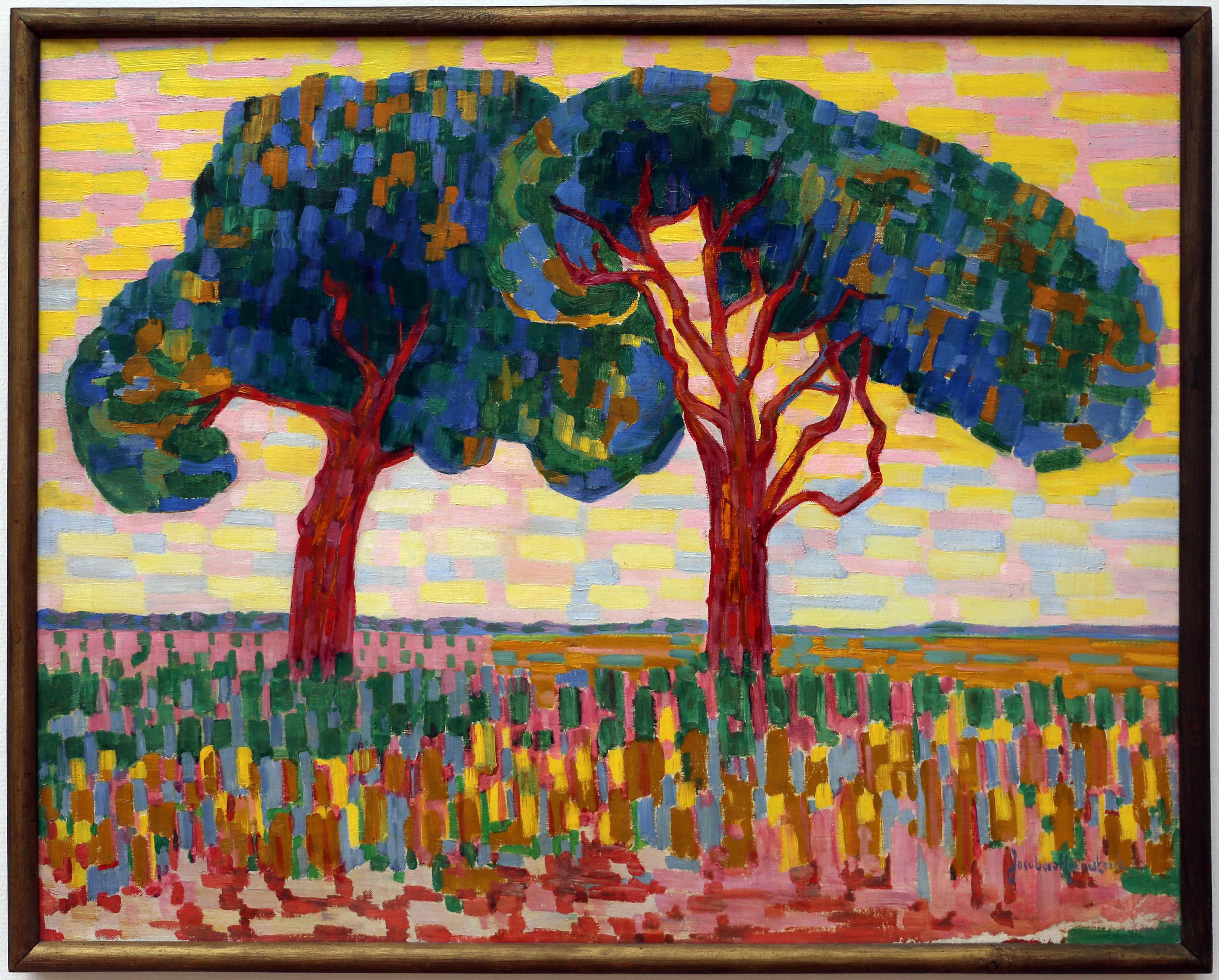
2本の木(1908/1910)
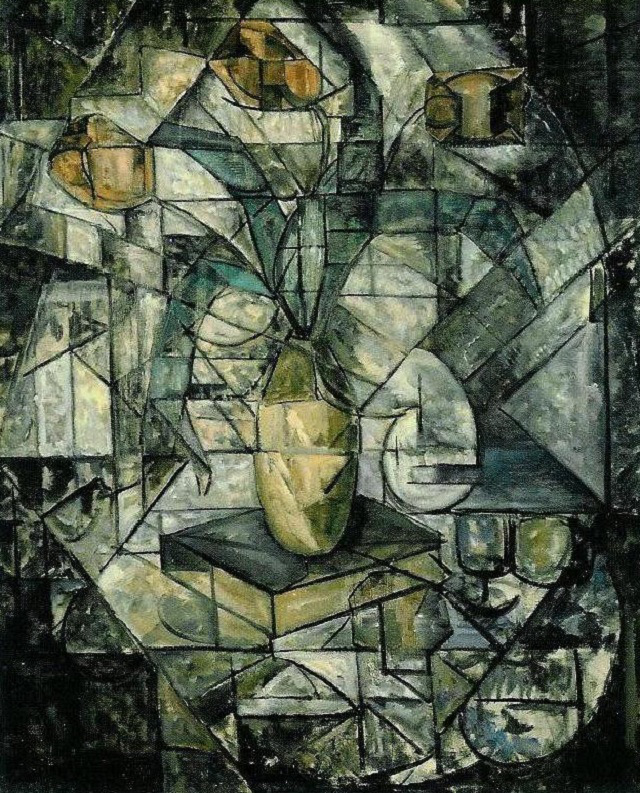
Compositie Opus 1, (1913)
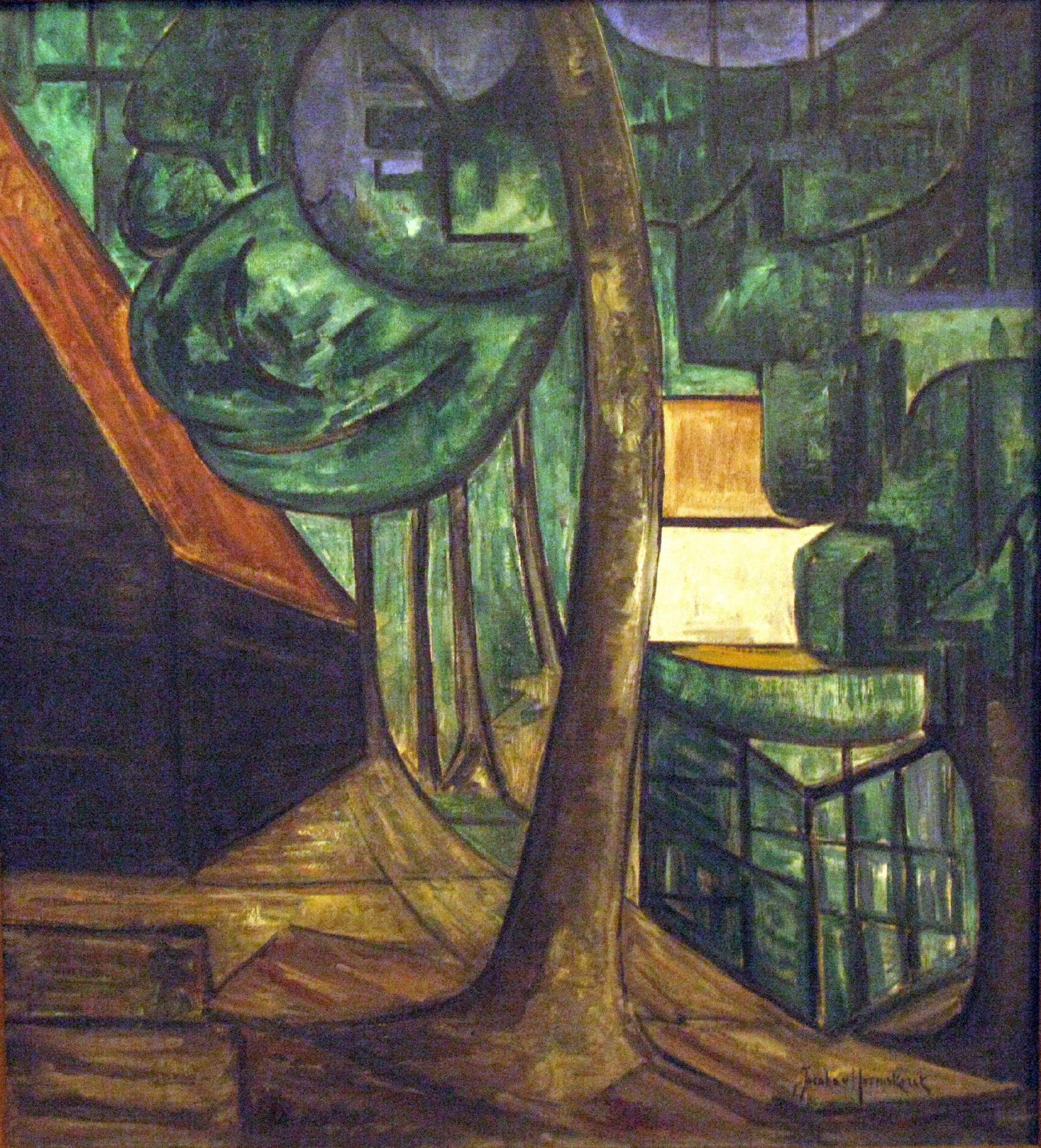
風景 (c.1913) Rijksmuseum Twenthe蔵
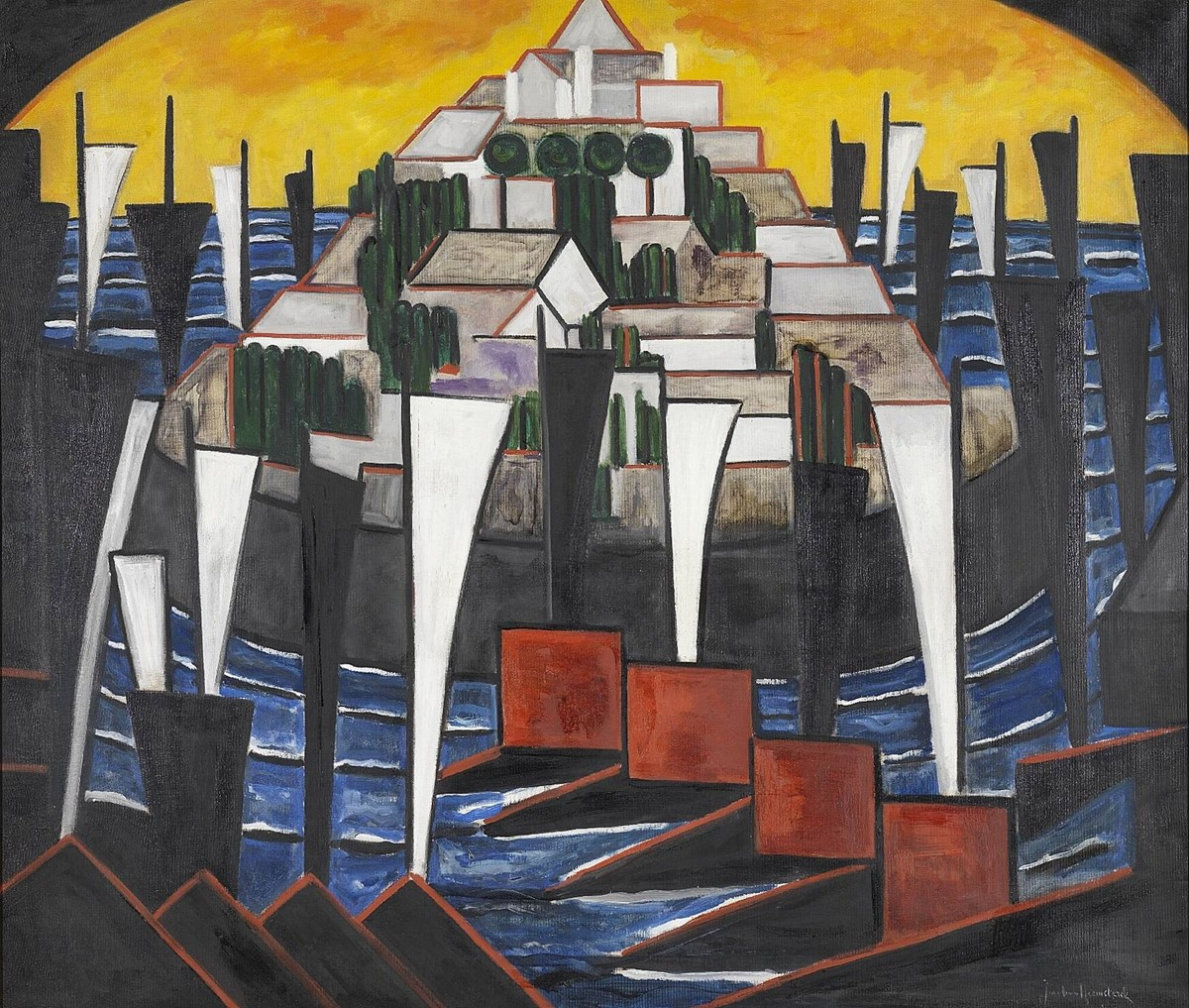
Bild no. 15 （帆船） ボイマンス・ヴァン・ベーニンゲン美術館蔵